# Sotji

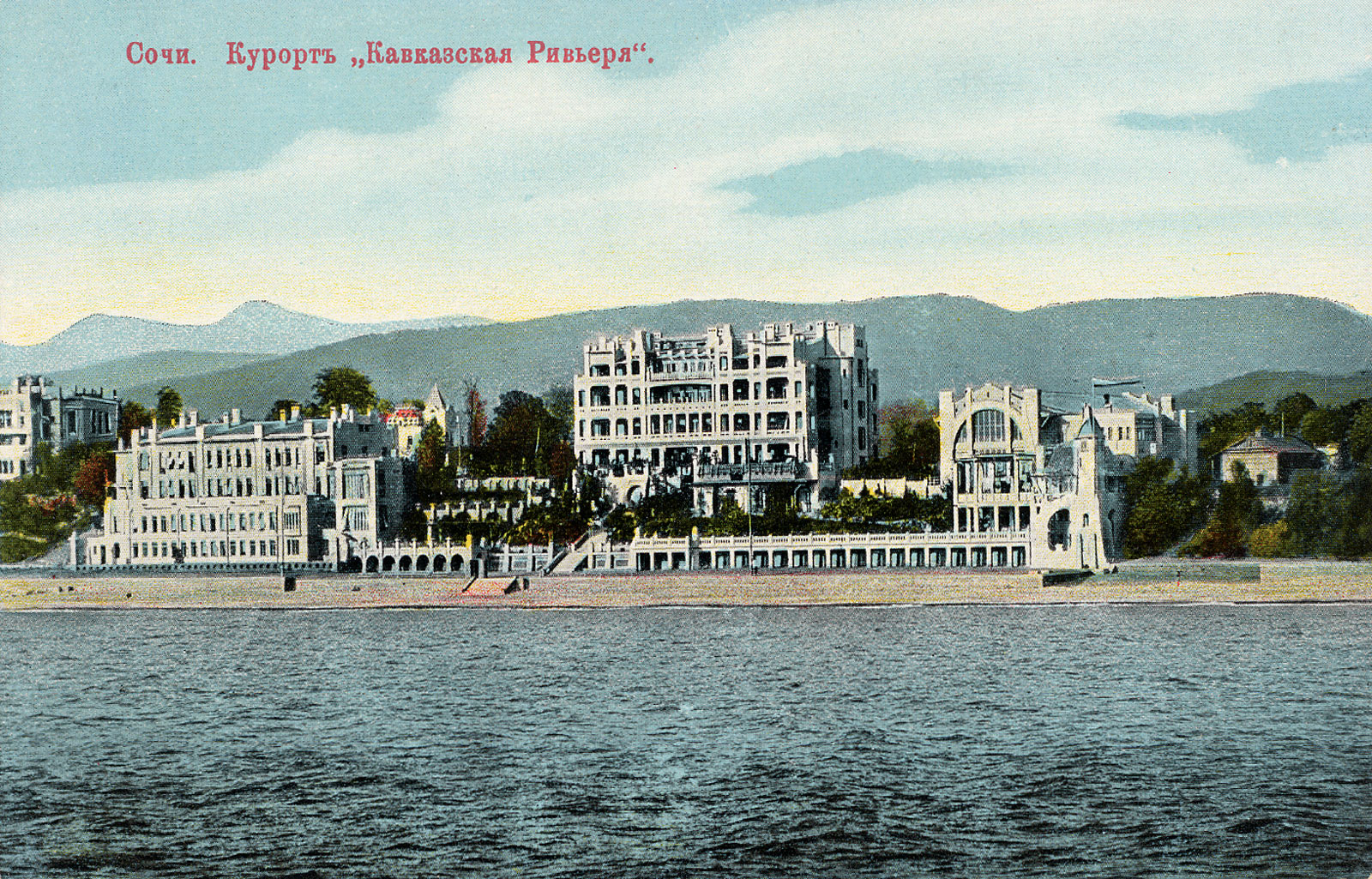
Sotji i början av 1900-talet.

Sotji (ryska: Сочи; abchaziska: Шəача, Sjwatja; adygeiska: Шъачэ, Sjatje, georgiska: სოჭი;) är en stad i Krasnodar kraj i södra Ryssland, belägen vid Svarta havet invid västra Kaukasus. Folkmängden i centralorten uppgår till cirka 410 000 invånare. Olympiska vinterspelen 2014 arrangerades i Sotji.

## Historia
Från 500-talet till 1400-talet tillhörde området abchaziska kungar och kom därefter att kontrolleras av Osmanska riket.
Sotji grundades 1838 på mark som vunnits av Ryssland i kaukasiska kriget 1817–1864. Staden kan ha fått sitt namn efter det georgiska ordet för pinje, som är just Sotji.
Åren 1918–1919 var orten föremål för en konflikt i anknytning till ryska inbördeskriget, den så kallade Sotjikonflikten.
Det första hotellet öppnade 1909, men det var inte förrän på 1930-talet då Josef Stalin lät bygga rekreationsanläggningar för arbetarklassen som Sotji började växa ordentligt.

## Stadsbild
Sotji sträcker sig 145 kilometer längs kusten, och kallas ibland världens längsta stad. Staden är indelad i fyra administrativa distrikt: Adler, Chosta, Centrum och Lazarevskij. I Sotji finns universitet med inriktning på ekonomi och turism. Sotji gränsar i öster till Georgien och den av Ryssland ockuperade georgiska regionen Abchazien.

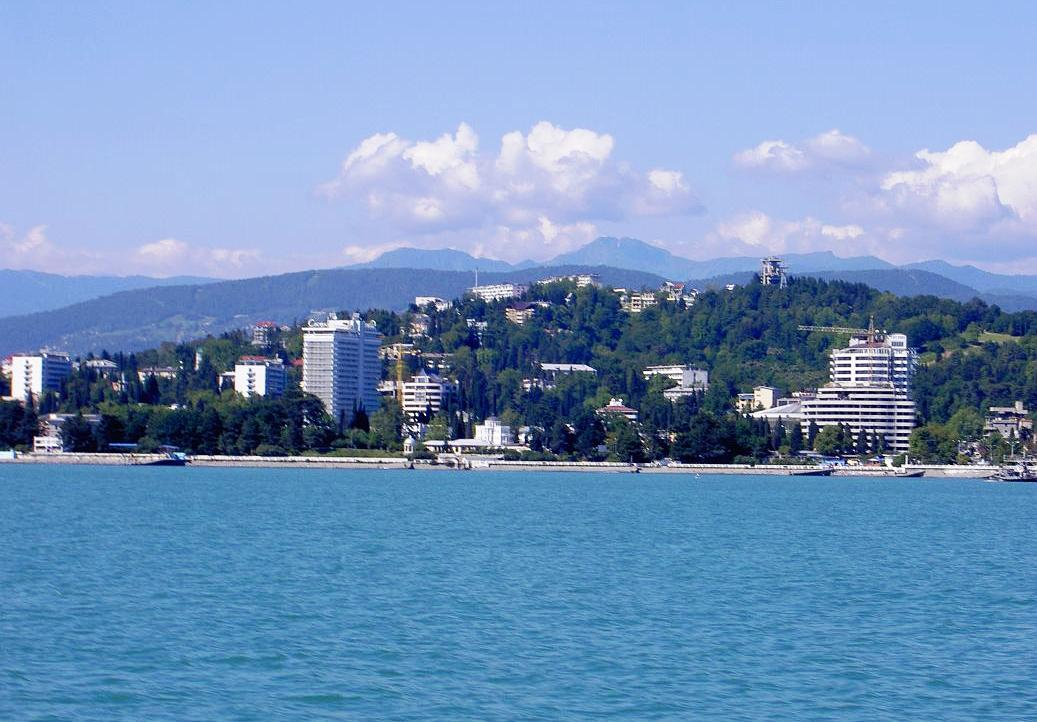
Delar av Sotji sett från Svarta havet.

Bland byggnaderna märks järnvägsstationen, passagerarterminalen i hamnen, Hotel Moskva, konserthallen, Vinterteatern och Hotel Dagomys.

## Turism
Sotji besöks varje år av uppåt 4 miljoner besökare, och detta utgör grundpelaren i stadens ekonomi och näringsliv.

### Sommarturism
Staden har ett subtropiskt klimat och är en bad- och turistort med badsäsong från maj till oktober, och antalet soldagar per år är runt trehundra. Dessutom har staden en unik närhet till omkringliggande berg med dess vintersporter, vilket gör det till en av Östeuropas största året-runt-städer för turister.
I Sotji har både president Vladimir Putin och hans föregångare Boris Jeltsin sina datjor och man kan också besöka Josef Stalins datja som numera är museum.
Stränderna utmed Svarta havet är bebyggda med ett flertal hotellkomplex som ofta är mycket lyxiga och påkostade. Hamnen i Sotji är dessutom en viktig anhalt för många av Svarta havets kryssningsfartyg. Staden ligger i samma latitud som den franska medelhavsstaden Nice men har något kallare klimat på vintern, dessutom finns det och växer palmer naturligt i området.
I området Lazarevskoje finns badstränder, två vattenland och ett delfinarium, och även Europas tredje högsta pariserhjul, 80 meter högt.

### Vinterturism
Vintertid lockar skidanläggningarna i Krasnaja Poljana (Röda gläntan) nordost om staden många intresserade. Skidanläggningen stod inför en stor utbyggnad under 2007, med många nya liftar och nedfarter. Att Sotji var värd för vinter-OS 2014 innebar stora investeringar i staden som vintersportort.

## Klimat
Normala temperaturer och nederbörd i Sotji:
|                                            | Jan | Feb | Mar  | Apr  | Maj  | Jun  | Jul  | Aug  | Sep  | Okt | Nov  | Dec  |
| ------------------------------------------ | --- | --- | ---- | ---- | ---- | ---- | ---- | ---- | ---- | --- | ---- | ---- |
| Normaldygnets maximitemperaturs medelvärde | 9,3 | 9,8 | 12,1 | 16,8 | 20,5 | 24,4 | 27   | 27,1 | 24,2 | 20  | 15,1 | 11,1 |
| Normaldygnets minimitemperaturs medelvärde | 3,1 | 3,2 | 5    | 9,1  | 12,6 | 16,4 | 19,4 | 19,3 | 15,8 | 12  | 7,9  | 5,1  |
|                                            |     |     |      |      |      |      |      |      |      |     |      |      |
| Nederbörd                                  | 179 | 118 | 109  | 116  | 93   | 91   | 122  | 135  | 135  | 158 | 191  | 197  |

| Diagram | temperaturer i °C • månadsnederbörd i mm | temperaturer i °C • månadsnederbörd i mm | temperaturer i °C • månadsnederbörd i mm | temperaturer i °C • månadsnederbörd i mm | temperaturer i °C • månadsnederbörd i mm | temperaturer i °C • månadsnederbörd i mm | temperaturer i °C • månadsnederbörd i mm | temperaturer i °C • månadsnederbörd i mm | temperaturer i °C • månadsnederbörd i mm | temperaturer i °C • månadsnederbörd i mm | temperaturer i °C • månadsnederbörd i mm | temperaturer i °C • månadsnederbörd i mm |
|         | 179 9 3                                  | 118 10 3                                 | 109 12 5                                 | 116 17 9                                 | 93 21 13                                 | 91 24 16                                 | 122 27 19                                | 135 27 19                                | 135 24 16                                | 158 20 12                                | 191 15 8                                 | 197 11 5                                 |

## Kommunikationer

### Flyg

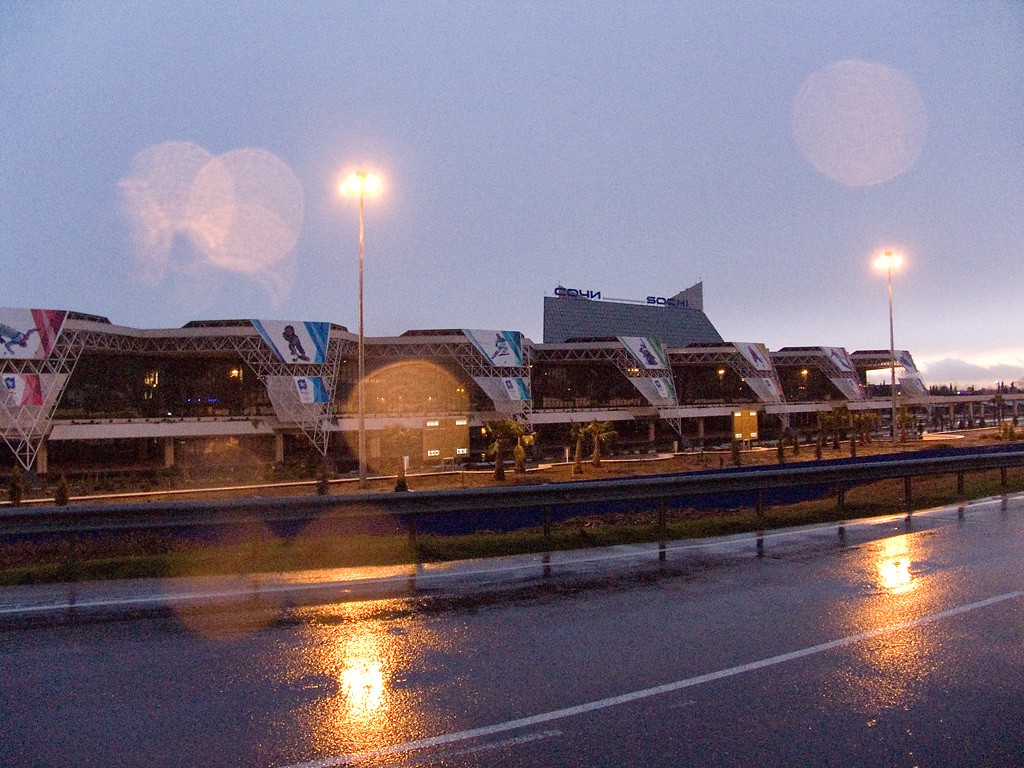
Sotji internationella flygplats.

Sotjis internationella flygplats är belägen i distriktet Adler, 36 kilometer öster om Sotjis centrum, och är Rysslands tredje största sett till passagerarantalet och befordrar också post och fraktlaster. Exempel på destinationer som nås direkt från Sotji är Moskva, Sankt Petersburg, Vladivostok, Minsk, Kiev, Tbilisi och Jerevan.

### Båt

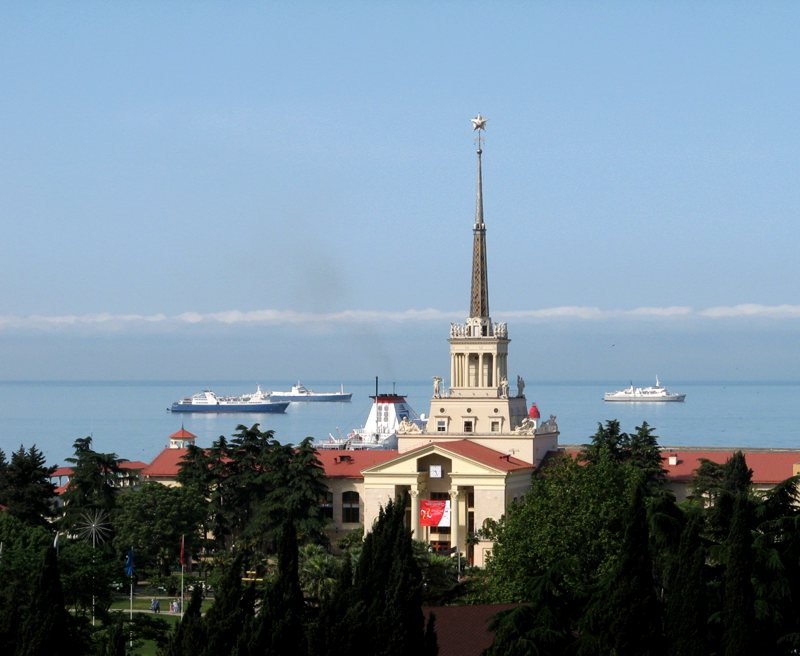
Hamnen i Sotji.

Hamnen i Sotji knutpunkt för färjetrafik till andra hamnar runt om Svarta havet, däribland Istanbul, Trabzon, Poti och Batumi. Två 330 meter långa kajer kan ta emot kryssningsfartyg på upp till 220 meter. I den inre delen av hamnen ligger de lyxiga yachterna tätt.

### Tåg
Järnvägsförbindelse finns med bland annat Moskva. I öster är ändstationen i Suchumi, men det finns långt framskridna planer på att renovera järnvägen till Tbilisi genom det krigshärjade Abchazien.

### Bil
Europaväg E97 löper igenom hela Sotji och är av god klass, med motorvägstandard mellan centrum och Adler.

## Natur, kultur och sport

### Natur
Nord och nordost om staden ligger det unika naturområde i västra Kaukasus som är upptaget på Unescos världsarvslista.
Det fuktigt subtropiska klimatet vid Svarta havet bara några kilometer från det subarktiska klimatet i Kaukasus bergsmassiv gör att staden rymmer många klimatzoner och därför har ett varierande växt- och djurliv.
I Sotji finns ett delfinarium och en botanisk trädgård.

### Kultur
I juni varje år hålls en berömd filmfestival i Sotji. Internationella filmstjärnor som Catherine Deneuve, Gerard Depardieu och Jean-Claude Van Damme har varit på besök. 
Sommartid uppträder många nationella och internationella popartister i staden. Exempel är Tatu, Iron Maiden och Dr. Alban.
Sotji har kulturellt utbyte med åtta vänorter. Dessa är Long Beach i USA, Cheltenham i Storbritannien, Menton i Frankrike, Rimini i Italien, Esbo i Finland, Trabzon i Turkiet, Pärnu i Estland och Weihai i Kina.

### Sport

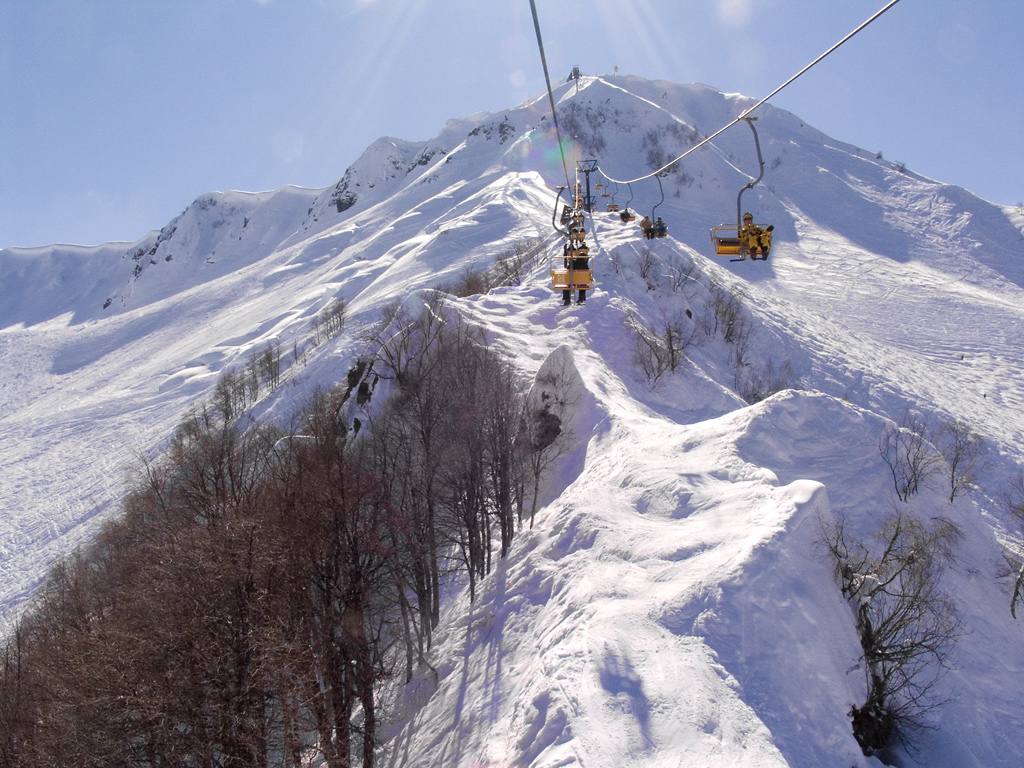
Skidområdet i bergen heter Krasnaja Poljana.

Utomordentliga skidanläggningar, till exempel Krasnaja Poljana, finns i Sotjis omedelbara närhet och Sotji kandiderade även till olympiska vinterspelen 1998 och 2002. Från Sotji kommer även den berömda ryska tennisspelaren Jevgenij Kafelnikov, även Maria Sjarapova, har skolats på tennisbanorna i Sotji.

### Olympiska vinterspelen 2014
Sotji ansökte om att få arrangera olympiska vinterspelen 2014, och blev 22 juni 2006 utvald som en av tre finalkandidater av IOK. Den 4 juli 2007 utsågs Sotji till arrangörsort. Detta innebar bland att Sotji fick såväl en ishall som en skridsko- och bandybana av internationell klass, medan Krasnaja Poljana skall bebyggas med en bob- och rodelbana och en backe för backhoppning.
Det var Rysslands första gång som arrangör av olympiska vinterspel. Man investerade ungefär 84 miljarder kronor för att rusta upp Sotji till OS-standard.

### Formel 1, Rysslands GP 2014
14 oktober 2010 blev det klart att Sotji tar hand om Rysslands Grand Prix från 2014 till 2021. Banan i Sotji kommer att gå igenom staden och bara delvis vara permanent. En del av sträckningen ska gå längs strandpromenaden vid Svarta havet, vilket ska ge en "Monte Carlo"-känsla till Rysslands första GP-lopp.

## Politik
Befolkningen är traditionellt regeringstrogen. Sotji kallas ibland Rysslands sommarhuvudstad, och då åsyftas att den ryska presidentens sommarresidens ligger här. Många statsledare har gjort statsbesök i staden för överläggningar och Sotji har därför genom åren haft många prominenta besök, däribland George H.W. Bush, Silvio Berlusconi, Jacques Chirac, Gerhard Schröder, Romano Prodi och George W. Bush.
Staden har också varit värd för förhandlingar i flera konflikter, såsom den georgisk-abchaziska konflikten.

## Befolkningsutveckling

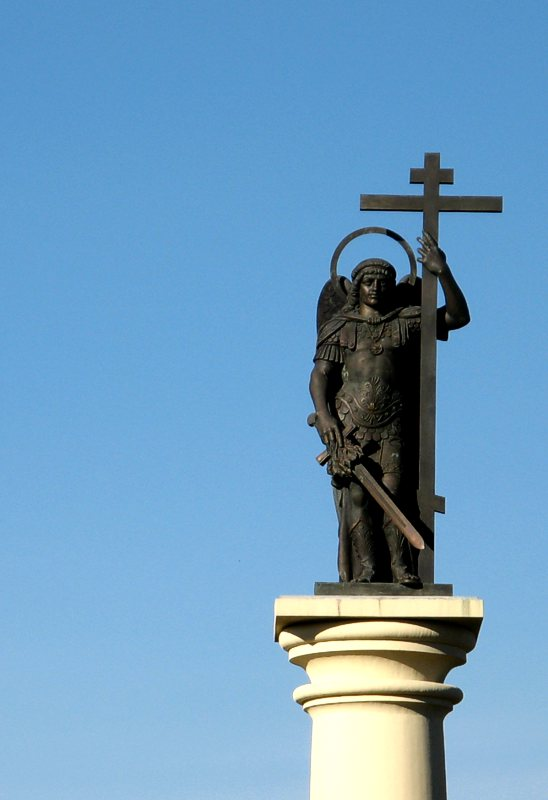
Ärkeängeln Michail.

| År      | Total folkmängd under Sotjis administration | Folkmängd i centralorten |
| ------- | ------------------------------------------- | ------------------------ |
| 1887    | 98                                          | Ingen info               |
| 1891    | 460                                         | Ingen info               |
| 1897    | 1 352                                       | Ingen info               |
| 1904    | 8 163                                       | Ingen info               |
| 1916    | 13 254                                      | Ingen info               |
| 1926    | 13 000                                      | Ingen info               |
| 1939    | 72 597                                      | 49 813                   |
| 1959    | 127 000                                     | 81 912                   |
| 1970    | 245 300                                     | 203 100                  |
| 1979    | 292 300                                     | 245 600                  |
| 1989    | 361 200                                     | 314 766                  |
| 1992    | 369 900                                     | 322 400                  |
| 1994    | 378 300                                     | Ingen info               |
| 1997    | 388 200                                     | Ingen info               |
| 2002    | 397 103                                     | 328 809                  |
| 2010    | 420 589                                     | 343 334                  |
| Källor: |                                             |                          |

## Stadens administrativa område

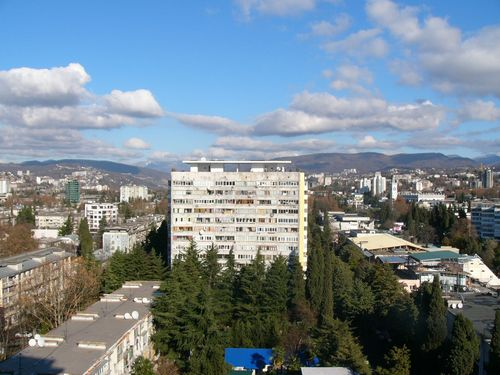
Vy över stadsdistriktet Tsentralnyj.

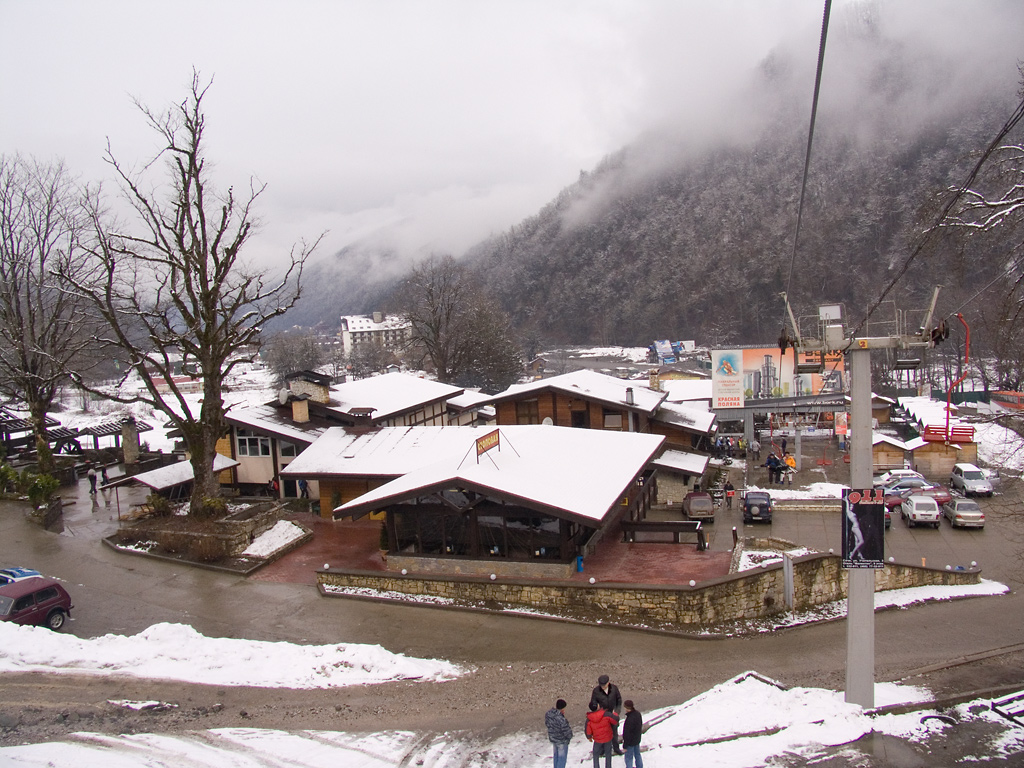
Skidorten Krasnaja Poljana, som ligger under Sotjis administration.

### Staden
Sotji är indelat i fyra stadsdistrikt:
| Stadsdistrikt | Invånarantal 9 oktober 2002 | Invånarantal 14 oktober 2010 | Invånarantal 1 januari 2017 |
| ------------- | --------------------------- | ---------------------------- | --------------------------- |
| Adlerskij     | 69 120                      | 76 534                       | 105 441                     |
| Chostinskij   | 62 515                      | 65 229                       | 74 961                      |
| Lazarevskij   | 63 239                      | 63 894                       | 72 374                      |
| Tsentralnyj   | 133 935                     | 137 677                      | 158 748                     |
| TOTALT        | 328 809                     | 343 334                      | 411 524                     |

### Administrativt område
Sotji administrerar även några orter samt viss del landsbygd utanför själva centralorten:
| Stad/Ort           | Invånarantal 9 oktober 2002 | Invånarantal 14 oktober 2010 | Invånarantal 1 januari 2017 |
| ------------------ | --------------------------- | ---------------------------- | --------------------------- |
| Sotji              | 328 809                     | 343 334                      | 411 524                     |
| Krasnaja Poljana   | 3 969                       | 4 598                        | 4 709                       |
| Landsbygd          | 64 325                      | Se nedan                     | 76 368                      |
| Godnoje Loo        | Ingen uppgift               | 3 322                        | Ingen uppgift               |
| Nizjnjaja Sjilovka | Ingen uppgift               | 5 432                        | Ingen uppgift               |
| Orel-Izumrud       | Ingen uppgift               | 5 726                        | Ingen uppgift               |
| Veseloje           | Ingen uppgift               | 4 140                        | Ingen uppgift               |
| Vysokoje           | Ingen uppgift               | 3 910                        | Ingen uppgift               |
| Övrig landsbygd    | Ingen uppgift               | 50 127                       | Ingen uppgift               |
| TOTALT             | 397 103                     | 420 589                      | 492 601                     |

## Demografi
Befolkningen utgörs främst av etniska ryssar som har befolkat området under 1900-talet. Här bor också många abchazer, ukrainare, georgier, armenier, azerer, tjetjener och många andra folkslag. Staden är med sina många turister mycket kosmopolitisk. Andelen kvinnor i Sotji är 54 procent.